# 威氏彩短鯛
威氏彩短鯛，為輻鰭魚綱鱸形目隆頭魚亞目慈鯛科的其中一種，分布於非洲剛果河Mai Ndombe湖流域，體長可達7公分，棲息在中底層水域，生活習性不明。

## 擴展閱讀
維基物種上的相關：威氏彩短鯛